# Siamion Domasz
Siamion Mikałajewicz Domasz (biał. Сямён Мікалаевіч Домаш, ros. Семён Николаевич Домаш, Siemion Nikołajewicz Domasz; ur. 2 stycznia 1950 w Tumaszach w rejonie lachowickim, zm. 9 lutego 2019) – białoruski ekonomista, działacz państwowy i polityk opozycyjny, deputowany do Rady Najwyższej Republiki Białorusi XIII kadencji.

## Życiorys

### Młodość i praca
Urodził się 2 stycznia 1950 roku we wsi Tumasze, w rejonie lachowickim obwodu brzeskiego Białoruskiej SRR, ZSRR. W 1976 ukończył Wyższą Szkołę Partyjną, w 1981 roku – Białoruski Państwowy Instytut Gospodarki Narodowej, uzyskując wykształcenie ekonomisty. Pracował jako mechanik, główny inżynier, dyrektor Ostrowieckiej Bazy Samochodowej Nr 4. Od 1997 roku był dyrektorem Grodzieńskiego Kombinatu Samochodowego Nr 1. W 1982 został oddelegowany do pracy partyjnej. Pełnił funkcję kolejno: kierownika Wydziału Przemysłowo-Transportowego Grodzieńskiego Komitetu Miejskiego Komunistycznej Partii Białorusi (KPB), II sekretarz Kastrycznickiego Komitetu Rejonowego KPB. Od 1987 roku był przewodniczącym Lidzkiego Miejskiego Komitetu Wykonawczego. Od 1990 roku pełnił funkcję I sekretarza Kastrycznickiego Komitetu Rejonowego KPB miasta Grodna i przewodniczącego Grodzieńskiego Miejskiego Komitetu Wykonawczego. Od 1993 roku pracował jako przewodniczący Grodzieńskiego Obwodowego Komitetu Wykonawczego i Grodzieńskiej Obwodowej Rady Deputowanych. Od grudnia 1994 do marca 1996 był przewodniczącym Grodzieńskiej Obwodowej Rady Deputowanych. 

### Działalność parlamentarna
W drugiej turze uzupełniających wyborów parlamentarnych 10 grudnia 1995 roku został wybrany na deputowanego do Rady Najwyższej Republiki Białorusi XIII kadencji z ostryńskiego okręgu wyborczego nr 145. 19 grudnia 1995 roku został zarejestrowany przez centralną komisję wyborczą, a 9 stycznia 1996 roku zaprzysiężony na deputowanego. Był członkiem Prezydium Rady Najwyższej, nadzorował działalność lokalnych rad deputowanych, kontakty z białoruskimi mniejszościami narodowymi w innych krajach i zabezpieczenie materialno-techniczne prac Rady. Od 23 stycznia pełnił funkcję członka Stałej Komisji ds. Budownictwa Państwowego i Samorządu Lokalnego. Był bezpartyjny.
W czasie kryzysu konstytucyjnego w 1996 roku wywołanego planowanym przez prezydenta Alaksandra Łukaszenkę referendum, wystąpił przeciwko prezydentowi. Był jedynym regionalnym liderem, który otwarcie przeszedł do opozycji wobec Łukaszenki. 27 listopada 1996 roku, po dokonanej przez prezydenta kontrowersyjnej i częściowo nieuznanej międzynarodowo zmianie konstytucji, nie wszedł w skład utworzonej przez niego Izby Reprezentantów Zgromadzenia Narodowego Republiki Białorusi I kadencji. Dołączył do Narodowego Komitetu Wykonawczego – gabinetu cieni utworzonego przez opozycję. Zgodnie z Konstytucją Białorusi z 1994 roku jego mandat deputowanego do Rady Najwyższej zakończył się 9 stycznia 2001 roku; kolejne wybory do tego organu jednak nigdy się nie odbyły.

### Późniejsza działalność polityczna
Siamion Domasz stał na czele Grodzieńskiej Obwodowej Rady Koordynacyjnej Sił Demokratycznych „Grodnienskaja Inicjatywa”. W 2001 roku wystartował w wyborach prezydenckich z ramienia sił demokratycznych, jednak na parę dni przed elekcją zrzekł się kandydowania na korzyść Uładzimira Hanczaryka. Po wyborach także wspierał opozycję.

## Życie prywatne
Siamion Domasz był żonaty, miał dwoje dzieci i wnuka.